# Championnat de Macédoine du Nord féminin de handball
Le championnat de Macédoine du Nord féminin de handball met aux prises les meilleurs clubs de handball en Macédoine du Nord depuis la dissolution de fait de la république fédérative socialiste de Yougoslavie en 1991. Faisant suite au championnat de Yougoslavie, la première édition de ce championnat a eu lieu en 1992-1993.
Avec 19 championnats remportés, le ŽRK Ǵorče Petrov (précédemment Kometal Gjorče Petrov Skopje) est le club le plus titré. Vainqueur en 2022 et 2023, le ŽRK Ǵorče Petrov est le double tenant du titre.

## Palmarès
Le palmarès du championnat de Macédoine est :
| Saison    | Club champion               |
| --------- | --------------------------- |
| 1992-1993 | Kometal Ǵorče Petrov Skopje |
| 1993-1994 | Kometal Ǵorče Petrov Skopje |
| 1994-1995 | Kometal Ǵorče Petrov Skopje |
| 1995-1996 | Kometal Ǵorče Petrov Skopje |
| 1996-1997 | Kometal Ǵorče Petrov Skopje |
| 1997-1998 | Kometal Ǵorče Petrov Skopje |
| 1998-1999 | Kometal Ǵorče Petrov Skopje |
| 1999-2000 | Kometal Ǵorče Petrov Skopje |
| 2000-2001 | Kometal Ǵorče Petrov Skopje |
| 2001-2002 | Kometal Ǵorče Petrov Skopje |
| 2002-2003 | Kometal Ǵorče Petrov Skopje |
| 2003-2004 | Kometal Ǵorče Petrov Skopje |
| 2004-2005 | Kometal Ǵorče Petrov Skopje |
| 2005-2006 | Kometal Ǵorče Petrov Skopje |
| 2006-2007 | Kometal Ǵorče Petrov Skopje |
| 2007-2008 | Kometal Ǵorče Petrov Skopje |
| 2008-2009 | Kometal Ǵorče Petrov Skopje |

| Saison    | Champion                                        | Vice-champion                                   | Troisième                                       |
| --------- | ----------------------------------------------- | ----------------------------------------------- | ----------------------------------------------- |
| 2009-2010 | Metalurg Skopje                                 | ?                                               | ?                                               |
| 2010-2011 | Metalurg Skopje                                 | RK Žito Prilep                                  | Vardar Skopje                                   |
| 2011-2012 | Metalurg Skopje                                 | Vardar Skopje                                   | RK Žito Prilep                                  |
| 2012-2013 | Vardar Skopje                                   | Metalurg Skopje                                 | RK Žito Prilep                                  |
| 2013-2014 | Vardar Skopje                                   | Metalurg Skopje                                 | Vardar Skopje 2                                 |
| 2014-2015 | Vardar Skopje                                   | Metalurg Skopje                                 | Vardar Skopje 2                                 |
| 2015-2016 | Vardar Skopje                                   | Metalurg Skopje                                 | Vardar Skopje 2                                 |
| 2016-2017 | Vardar Skopje                                   | Metalurg Skopje                                 | ŽRK Kumanovo                                    |
| 2017-2018 | Vardar Skopje                                   | Metalurg Skopje                                 | Pelister Bitola                                 |
| 2018-2019 | Metalurg Skopje                                 | ŽRK Kumanovo                                    | Vardar Skopje                                   |
| 2019-2020 | Non décerné pour cause de pandémie de Covid-19. | Non décerné pour cause de pandémie de Covid-19. | Non décerné pour cause de pandémie de Covid-19. |
| 2020-2021 | ŽRK Kumanovo                                    | Vardar Skopje                                   | Metalurg Skopje                                 |
| 2021-2022 | ŽRK Ǵorče Petrov                                | ŽRK Kumanovo                                    | Metalurg Skopje                                 |
| 2022-2023 | ŽRK Ǵorče Petrov                                | ŽRK Kumanovo                                    | ŽRK Čair                                        |
| 2023-2024 | ?                                               | ?                                               | ?                                               |

## Bilan
| Rang | Club                          | Titres | Saison |
| ---- | ----------------------------- | ------ | --- |
| 1    | (Kometal) Ǵorče Petrov Skopje | 19     | 1992-93, 1993-94, 1994–95, 1995–96, 1996–97, 1997–98, 1998–99, 1999-00, 2000–01, 2001–02, 2002–03, 2003–04, 2004–05, 2005–06, 2006–07, 2007–08, 2008–09, 2021-22, 2022-23 |
| 2    | ŽRK Vardar Skopje             | 6      | 2012-13, 2013-14, 2014-15, 2015–16, 2016–17, 2017-18 |
| 3    | ŽRK Metalurg Skopje           | 4      | 2009-10, 2010–11, 2011–12, 2018-19 |
| 1    | ŽRK Kumanovo                  | 4      | 2020-21 |

## Classement EHF
Le coefficient EHF pour la saison 2020/2021 est :
| Rang | Évolution     | Rang 2019/20 | Championnat         | Coefficient |
| ---- | ------------- | ------------ | ------------------- | ----------- |
| 1    | en stagnation | (1)          | Nemzeti Bajnokság I | 162,50      |
| 2    | Entré         | (3)          | Super League        | 119,00      |
| 3    | Remplacé      | (2)          | Liga Naţională      | 106,67      |
| 4    | en stagnation | (4)          | Damehåndboldligaen  | 105,17      |
| 5    | en stagnation | (5)          | LFH                 | 95,00       |
| 6    | en stagnation | (6)          | Eliteserien         | 89,67       |
| 7    | en stagnation | (7)          | Bundesliga          | 68,83       |
| 8    | en stagnation | (8)          | Super League        | 68,17       |

Évolution
| Année | 2007-2008 | 2008-2009 | 2009-2010 | 2010-2011 | 2011-2012 | 2012-2013 | 2013-2014 | 2014-2015 | 2015-2016 | 2016-2017 | 2017-2018 | 2018-2019 | 2019-2020 | 2020-2021 |
| Rang  | 8         | 14        | 17        | 17        | 18        | 18        | 17        | 16        | 14        | 10        | 9         | 8         | 8         | 8         |